# Radovesnice II
Radovesnice II là một làng thuộc huyện Kolín, vùng Středočeský, Cộng hòa Séc.